# Clovis Le Bail
Clovis Le Bail (Francia, 29 de noviembre de 1995) es un jugador profesional francés de rugby que se desempeña en la posición de medio scrum en Racing 92, equipo perteneciente a la liga Top 14.

## Carrera
Le Bail es un jugador de formación francesa (JIFF). En 2004 comenzó su carrera deportiva con el equipo Stade Nantais, en el cual jugó diez temporadas (2004-2014), después pasó a Section Paloise (2014-2023), luego a Racing 92, donde lleva jugando una temporada.